# Dorset Island
Dorset Island är en ö i Kanada.   Den ligger i territoriet Nunavut, i den östra delen av landet, 2 100 km norr om huvudstaden Ottawa. Arean är 22,0 kvadratkilometer. På ön ligger samhället Cape Dorset med flygplatsen Cape Dorset Airport.
Terrängen på Dorset Island är lite kuperad. Öns högsta punkt är 231 meter över havet. Den sträcker sig 7,0 kilometer i nord-sydlig riktning, och 5,4 kilometer i öst-västlig riktning.